# Phallus aurantiacus
Phallus aurantiacus ist eine Pilzart aus der Familie der Stinkmorchelverwandten, die in Afrika und Indien vorkommt.

## Merkmale

### Makroskopische Merkmale
Der Fruchtkörper von Phallus aurantiacus entwickelt sich wie alle Gattungsvertreter aus einem Hexenei. Es ist weißlich bis blassbraun und 1,5 bis 2,5 cm groß. Aufgeschnitten sieht man die sich entwickelnde Stinkmorchel in einer gelatiösen Substanz. Ausgewachsen ist die Art klar in Kopf und Stiel unterteilt. Der Kopf ist drei bis vier cm hoch, am Ende des Stiels mit einem ausgebuchtetem freien Rand. Er ist dünnfleischig, bricht im Alter oft zusammen, wird an der Spitze oft auch löcherig. Er ist fein runzelig und gelblich bis orange gefärbt, im jungen Zustand ist er mit einem dunkelbraunen bis grünlichen, schleimigen, übelriechender Sporenschicht, die Gleba überdeckt. Der zylindrische, hohle, trockene Stiel ist sechs bis elf, bzw. bis zu zwölf cm, hoch und ein biszwei cm dick. Er ist orange bis blassorange gefärbt und mit Grübchen übersät, was im ein schwammiges Aussehen verleiht. Manchmal befinden sich dünne, weißliche Bänder eines Indusiums am Stiel. Die Basis ist von einer weißen ein bis zwei cm großen Volva umgeben. Sie wurzelt im Boden mit weißen Rhizomorphen.

### Mikroskopische Merkmale
Die elliptischen bis fast zylindrischen Sporen sind drei bis viereinhalb μm lang und eineinhalb bis zweieinhalb μm breit, hyalin in Kalilauge und glatt. Die durchscheinenden Sphaerozysten des Stiels messen 29 bis 52 μm im Durchmesser. Sie sind unregelmäßig kugelig und glatt mit einer halben bis einem Mikrometer dicken Zellwand. Die Hyphen der Volva sind zwei bis sechs μm breit, röhrig und verzweigtglatt und duchscheinend in Kalilauge. Die Septen besitzen gelegentlich Schnallen.

## Ökologie und Verbreitung
Phallus aurantiacus lebt wie alle Stinkmorcheln saprob. Er wächst alleine oder in Gruppem oft in städtischen Gegenden in Rasen oder auf Dung. Die übel riechende Gleba lockt Fliegen an, die so die Sporen verbreiten. Er ist in Afrika von Nigeria bis Südafrika bekannt. Aus Indien wurde er bereits 1841 bei der Erstbeschreibung aus dem Botanischen Garten in Puducherry gemeldet, und danach nur noch zweimal, zuletzt erst wieder 2023 in Odisha.

## Namensherkunft
Aufgrund seiner Form erhielt die Gattung den wissenschaftlichen Namen Phallus, das Artepitheton bezieht sich auf die orange Farbe.

## Systematik
Phallus aurantiacus wurde bereits 1841 von Camille Montagne erstbeschrieben, die Erstbeschreibung stammt aus Indien. Von manchen Autoren wird sie mit Phallus rubucundus gleichgesetzt.